# Gallarate
Gallarate là một đô thị và thị xã của Ý. Đô thị này thuộc tỉnh Varese trong vùng Lombardia. Gallarate có diện tích km2, dân số theo ước tính năm 2010 của Viện thống kê quốc gia Ý là 49.149 người. 
Các đơn vị dân cư:
Đô thị Gallarate giáp với các đô thị: